# 養老町民会館
養老町民会館（ようろうちょうみんかいかん）は、岐阜県養老郡養老町にある公共施設（文化施設）。
養老町図書館、養老町郷土資料館を併設する。

## 概要
- 町民の芸術文化、社会教育向上、福祉の増進を目的とした施設である[1]。1991年（平成3年）6月開館[2]。
- 音楽、映画などイベント、会議、講演会などの会場とし使用可能である[3]。

## 施設概要
- ホール

座席数620席
- 楽屋[1]
- リハーサル室[1]
- 展示コーナー[1]

## 利用案内
- 開館時間：9:00 - 21:30[4]
- 休館日：月曜日（当日が祝日の時は翌日）、年末年始（12月29日 - 1月3日）[4]

## 交通アクセス

### 公共交通機関
- 養老鉄道美濃高田駅下車、徒歩約25分

## 周辺施設
- 養老町中央公民館
- 養老農村勤労福祉センター
- 養老町立高田中学校
- 養老町立養老小学校
- 中央公園